# 韩涛 (物理学家)
韩涛，中华人民共和国教育部长江学者讲座教授，威斯康星大学教授、清华大学教授，主要从事理论物理，尤其是粒子物理与核物理方面的研究工作，曾与张斌合作提出在对撞机上探测破坏轻子数守恒的过程来研究Majonara中微子。